# اچ‌ام‌سی‌اس فرونتناک (کی۳۳۵)
اچ‌ام‌سی‌اس فرونتناک (کی۳۳۵) (به انگلیسی: HMCS Frontenac (K335)) یک کشتی بود که طول آن ۲۰۸ فوت (۶۳٫۴۰ متر) بود. این کشتی در سال ۱۹۴۳ ساخته شد.